# Île aux Fous
Pour le livre, voir André Soubiran#Ouvrages.
L'île aux Fous est une île du sud-ouest de l'océan Indien relevant de la république de Maurice. Elle constitue l'un des parcs nationaux du pays.